# كأس السوبر الإسباني 1994
كأس السوبر الإسباني 1994 النسخة العاشرة لنهائيات كأس السوبر الإسباني وجمعت بطل الدوري الإسباني موسم 1993-94 برشلونة وبطل كأس إسبانيا موسم 1993- 94 ريال سرقسطة ، أُقيمت من مباراتي ذهاب وإياب صيف عام 1994، وحقق برشلونة اللقب بعد بتفوقة بمجموع المباراتين 6-5 .

## التفاصيل

### مباراة الذهاب
| ريال سرقسطة            | 0–2 | برشلونة                                         |
| ---------------------- | --- | ----------------------------------------------- |
| المدرب فيكتور فرنانديز |     | ستويتشكوف 45' · أمور 64' · المدرب · يوهان كرويف |

### مباراة الإياب
| برشلونة                                                      | 4–5 | ريال سرقسطة                                                                                      |
| ------------------------------------------------------------ | --- | ------------------------------------------------------------------------------------------------ |
| بيغريستين 13، 87' · ستويتشكوف 50، 69' · المدرب · يوهان كرويف |     | ألبرتو بلوسيو 10' · خوان إيسنايدر 32' · فرانشيسكو هيجويرا 33 ،77 ،89' · المدرب · فيكتور فرنانديز |